# Carlos Costa
Carlos Costa i Masferrer nació el 22 de abril de 1968, en Barcelona (España) y es un extenista profesional de principios de la década de 1990, que cosechó buenos resultados tanto en individuales (llegando a estar en el puesto número diez del ranking ATP) como en dobles. Actualmente trabaja como mánager de Rafael Nadal, es cofundador de la Academia Rafa Nadal. Procede del Real Club de Tenis Barcelona, donde pasó la mayoría de su infancia y donde pasa ahora su tiempo libre. Se casó en Barcelona con una madrileña y tiene dos hijas y un hijo.

## Títulos (11; 6+5)

### Individuales (6)
| Leyenda                |
| Grand Slam (0)         |
| Tennis Masters Cup (0) |
| ATP Masters Series (0) |
| ATP Tour (6)           |

| N.º | Fecha                    | Torneo                  | Superficie    | Oponente en la final | Resultado   |
| --- | ------------------------ | ----------------------- | ------------- | -------------------- | ----------- |
| 1.  | 5 de abril de 1992       | Estoril, Portugal       | Tierra batida | Sergi Bruguera       | 4-6 6-2 6-2 |
| 2.  | 3 de mayo de 1992        | Barcelona, España       | Tierra batida | Magnus Gustafsson    | 7-5 6-3     |
| 3.  | 1 de agosto de 1993      | Hilversum, Holanda      | Tierra batida | Magnus Gustafsson    | 6-1 6-2 6-3 |
| 4.  | 14 de noviembre de 1993  | Buenos Aires, Argentina | Tierra batida | Alberto Berasategui  | 3-6 6-1 6-4 |
| 5.  | 28 de septiembre de 1994 | Estoril, Portugal       | Tierra batida | Andrei Medvedev      | 4-6 7-5 6-4 |
| 6.  | 14 de agosto de 1994     | San Marino, San Marino  | Tierra batida | Oliver Gross         | 6-1 6-3     |

#### Finalista en individuales (7)
- 1992: Madrid (pierde frente a Sergi Bruguera).
- 1992: Roma TMS (pierde frente a Jim Courier).
- 1993: México City (pierde frente a Thomas Muster).
- 1994: Barcelona (pierde frente a Richard Krajicek).
- 1995: Oporto (pierde frente a Alberto Berasategui).
- 1995: Umag (pierde frente a Thomas Muster).
- 1996: Bologna (pierde frente a Alberto Berasategui).

### Dobles (5)
| Leyenda                |
| Grand Slam (0)         |
| Tennis Masters Cup (0) |
| ATP Masters Series (0) |
| ATP Tour (5)           |

| N.º | Fecha                    | Torneo                  | Superficie    | Pareja                 | Oponentes en la final                 | Resultado   |
| --- | ------------------------ | ----------------------- | ------------- | ---------------------- | ------------------------------------- | ----------- |
| 1.  | 13 de noviembre de 1988  | Buenos Aires, Argentina | Tierra batida | Javier Sánchez Vicario | Eduardo Bengoechea / José Luis Clerc  | 6-3 3-6 6-3 |
| 2.  | 17 de septiembre de 1989 | Madrid, España          | Tierra batida | Tomás Carbonell        | Francisco Clavet / Tomáš Šmíd         | 7-5 6-3     |
| 3.  | 4 de agosto de 1991      | San Marino, San Marino  | Tierra batida | Jordi Arrese           | Christian Miniussi / Diego Pérez      | 6-3 3-6 6-3 |
| 4.  | 2 de mayo de 1993        | Madrid, España          | Tierra batida | Tomás Carbonell        | Luke Jensen / Scott Melville          | 7-6(4) 6-2  |
| 5.  | 13 de noviembre de 1993  | Buenos Aires, Argentina | Tierra batida | Tomás Carbonell        | Sergio Casal / Emilio Sánchez Vicario | 6-4 6-4     |

#### Finalista en dobles (3)
- 1990: Palermo (junto a Horacio De la Peña pierden ante Sergio Casal y Emilio Sánchez Vicario).
- 1991: Florencia (junto a Juan Carlos Baguena pierden ante Ola Jonsson y Magnus Larsson).
- 1992: Madrid (junto a Francisco Clavet pierden ante Patrick Galbraith y Patrick McEnroe).